# Langelinie Lystbådehavn
Langelinie Lystbådehavn (Langelinie Marina) blev anlagt i 1890erne i forbindelse med etableringen af Frihavnen og anlæggelsen af Langeliniekajen.
Bag Langelinie Lystbådehavn, ses det renoverede mindesmærke Søfartsmonumentet for faldne søfolk under 1. verdenskrig, englen overvåger konstant indsejlingen til Københavns Havn.
Formålet med den lille havn var at, arbejdere fra B&W, DFDS og ØK havde en roklub.
Lystbådehavnen har haft besøg af fisken den tyklæbede multe.